# 추후이우 공군 기지 공격

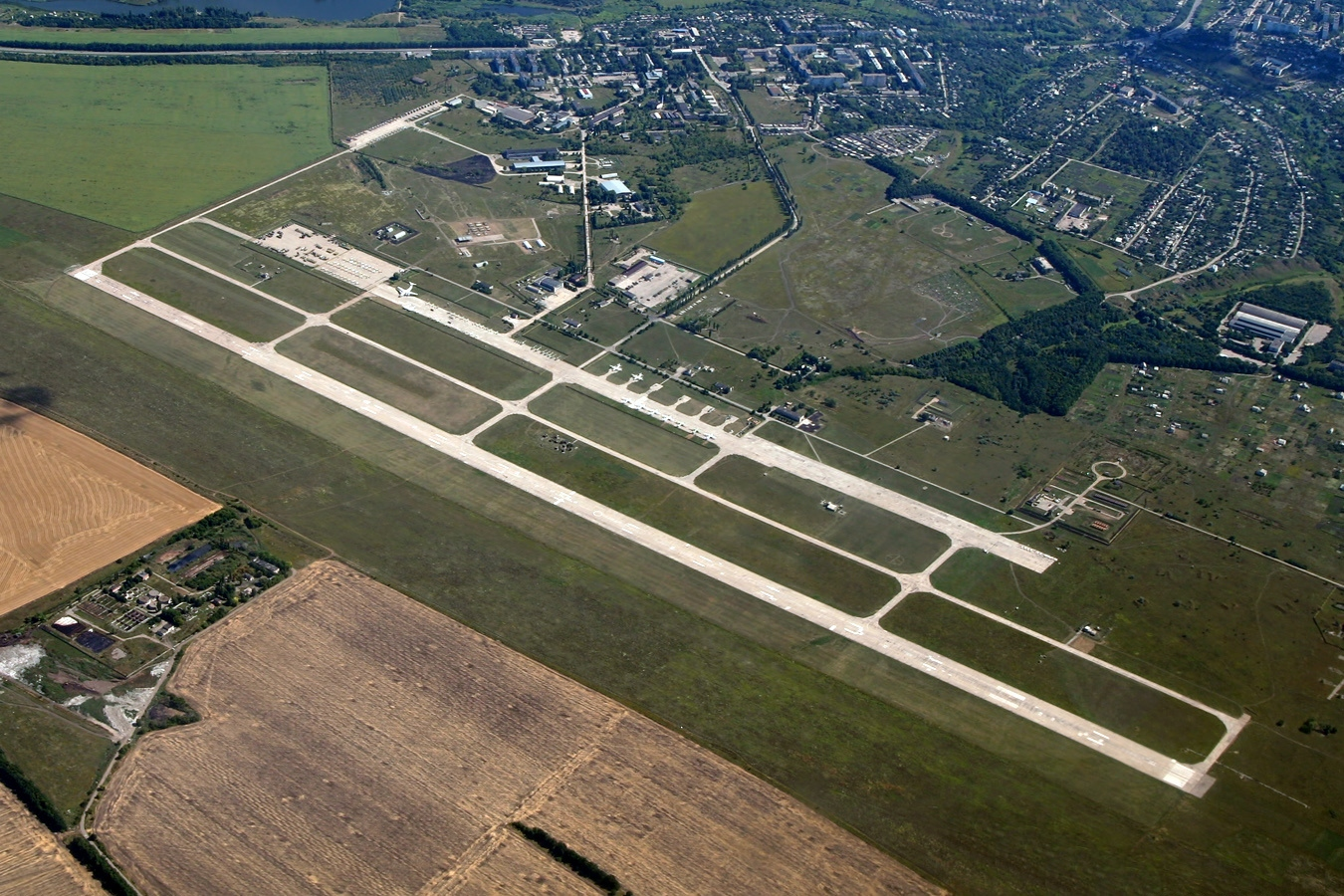
추후이우 공군 기지의 2008년 모습

추후이우 공군 기지 공격에 관한 내용이다.
2022년 2월 24일, 우크라이나 하르키우주 추후이우에 있는 추후이우 공군 기지는 러시아의 우크라이나 침공 중 우크라이나 동부 공세의 일환으로 러시아군의 공습 대상이 되었다.

## 배경
추후이우 공군 기지는 우크라이나 하르키우주 추후이우에 있다. 이 공군 기지는 스타로콘스탄티니우와 미콜라이우의 군용 비행장과 마찬가지로 바이락타르 TB2 무인 항공기를 수용할 수 있었다.

## 공격
러시아의 우크라이나 침공이 시작된 직후, 러시아 미사일 공격이 추후이우 공군 기지를 표적으로 삼았다. 공격 후, 미국의 우주 기술 회사인 맥사(Maxar)는 미사일 공격으로 인한 피해를 보여주는 위성 이미지를 공개했다. 공개출처정보에 따르면, 이 공격으로 연료 저장 구역과 기타 공항 인프라가 손상되었다. 또한 공군 기지에 주차된 최소 6대의 L-39 제트 트레이너가 파괴되거나 심하게 손상되었다. MiG-29 한 대도 추락했다. 4대의 바이락타르 TB2 드론이 기지에 버려졌고, 나중에 우크라이나 군대에 의해 지상에서 파괴되었으며, 러시아 로켓 공격이 보고되었다.

## 이후의 공격
2022년 4월 10일, 러시아 관리들은 그들의 군대가 추후이우 공군 기지에 있는 우크라이나 S-300 방공 시스템을 공격했다고 주장했다.